# Seis Nações 2009
O Campeonato Seis Nações 2009 foi o torneio envolvendo seis seleções de rúgbi europeias. A competição aconteceu entre os dias 7 de fevereiro e 21 de março. A Irlanda foi a campeã da edição, sendo o primeiro Grande Slam desde 1948 e Tríplice Coroa desde 2007.
O campeonato foi disputado pela França, Escócia, Inglaterra, Irlanda, Itália e País de Gales. A Inglaterra foi a vice-campeã, e também ganhou a Copa Calcutá.

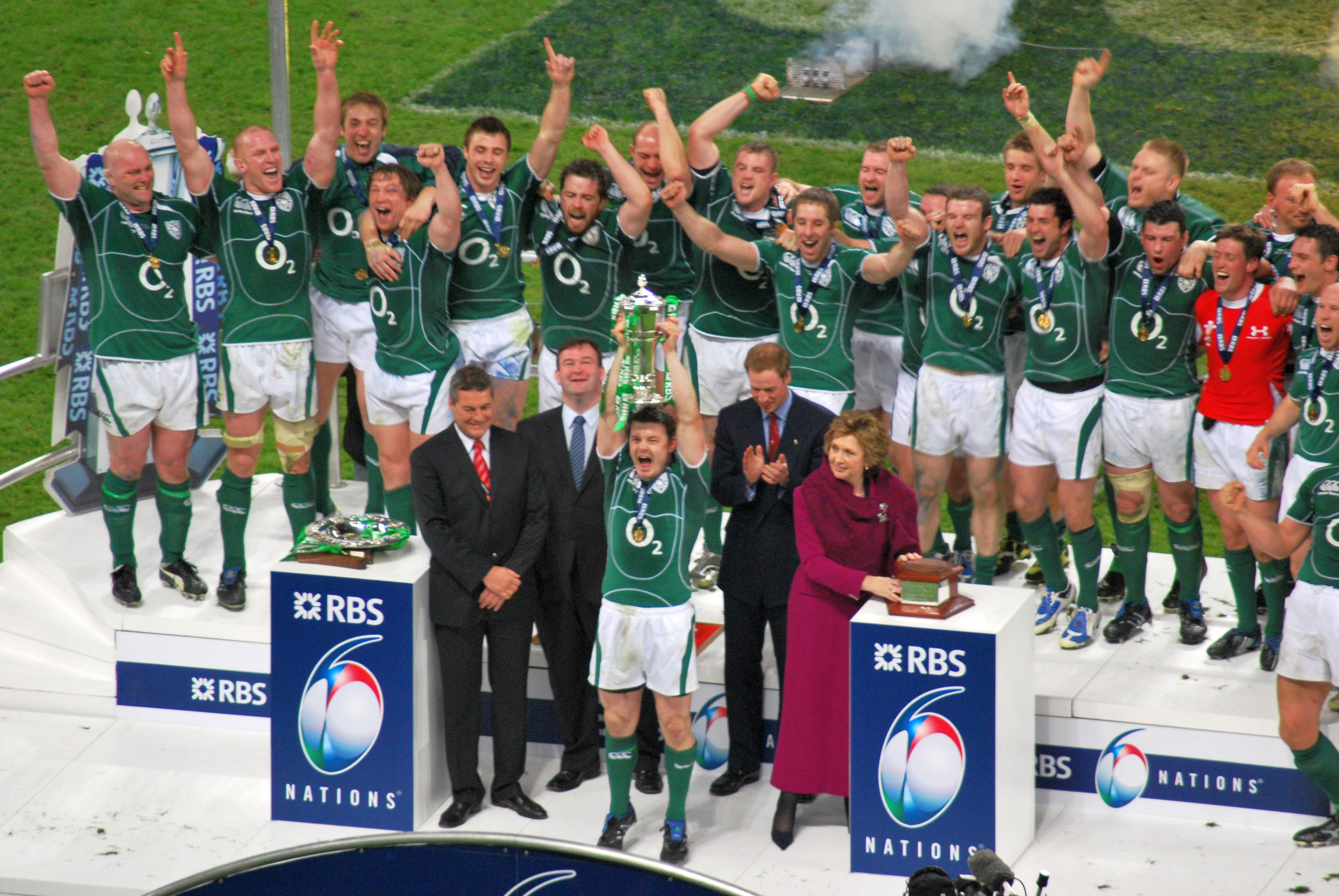
A seleção Irlandesa de Rugby Campeã

## Classificação
| Colocação | Seleção       | Partidas | Partidas | Partidas | Partidas | Pontuação | Pontuação | Pontuação | Pontuação | Pontos |
| Colocação | Seleção       | Jogos    | Vitórias | Empates  | Derrotas | Marcados  | Sofridos  | Saldo     | Tries     | Pontos |
| --------- | ------------- | -------- | -------- | -------- | -------- | --------- | --------- | --------- | --------- | ------ |
| 1         | Irlanda       | 5        | 5        | 0        | 0        | 121       | 73        | +48       | 12        | 10     |
| 2         | Inglaterra    | 5        | 3        | 0        | 2        | 124       | 70        | +54       | 16        | 6      |
| 3         | França        | 5        | 3        | 0        | 2        | 124       | 101       | +23       | 14        | 6      |
| 4         | País de Gales | 5        | 3        | 0        | 2        | 100       | 81        | +19       | 8         | 6      |
| 5         | Escócia       | 5        | 1        | 0        | 4        | 79        | 102       | −23       | 4         | 2      |
| 6         | Itália        | 5        | 0        | 0        | 5        | 49        | 170       | −121      | 2         | 0      |

## Partidas

### 1 Rodada
| 7 de fevereiro 15:00 GMT                                                                                |         |                                                      |                                                                          |
| Inglaterra                                                                                              | 36 – 11 | Itália                                               | Twickenham, London Público: 82,000 Árbitro: Mark Lawrence (South Africa) |
| Tries: Goode 2' c Ellis (2) 18' m, 54' c Flutey 28' c Cueto 78' c Con: Goode (4/5) Pen: Goode (1/3) 36' | Report  | Try: Mi. Bergamasco 72' m Pen: McLean (2/3) 34', 39' | Twickenham, London Público: 82,000 Árbitro: Mark Lawrence (South Africa) |

| 7 de fevereiro 17:00 GMT                                                                            |         | |                                                                 |
| Irlanda                                                                                             | 30 – 21 | França | Croke Park, Dublin Público: 79,000 Árbitro: Nigel Owens (Wales) |
| Tries: Heaslip 34' c O'Driscoll 43' c D'Arcy 66' c Con: O'Gara (3/3) Pen: O'Gara (3/5) 3', 17', 78' | Report  | Tries: Harinordoquy 15' c Médard 50' m Con: Beauxis (1/2) Pen: Beauxis (1/1) 76' Drop: Beauxis (2/2) 40+1', 53' | Croke Park, Dublin Público: 79,000 Árbitro: Nigel Owens (Wales) |

| 8 de fevereiro 15:00 GMT                                             |         | |                                                                         |
| Escócia                                                              | 13 – 26 | País de Gales                                                                                            | Murrayfield, Edinburgh Público: 63,000 Árbitro: Alain Rolland (Ireland) |
| Try: M. Evans 69' c Con: Paterson (1/1) Pen: Paterson (2/2) 32', 51' | Report  | Tries: Shanklin 22' m A. W. Jones 29' m Halfpenny 41' m S. Williams 58' m Pen: S. Jones (2/3) 13', 40+1' | Murrayfield, Edinburgh Público: 63,000 Árbitro: Alain Rolland (Ireland) |

### 2 Rodada
| 14 de fevereiro 15:00 GMT                                                          |         |                                                                    |                                                                         |
| França                                                                             | 22 – 13 | Escócia                                                            | Stade de France, Paris Público: 79,600 Árbitro: George Clancy (Ireland) |
| Try: Ouedraogo 46' c Con: Beauxis (1/1) Pen: Beauxis (5/7) 23', 38', 53', 60', 73' | Report  | Try: T. Evans 69' c Con: Paterson (1/1) Pen: Godman (2/3) 35', 49' | Stade de France, Paris Público: 79,600 Árbitro: George Clancy (Ireland) |

| 14 de fevereiro 17:30 GMT                                                           |         |                                                                              |                                                                                     |
| País de Gales                                                                       | 23 – 15 | Inglaterra                                                                   | Millennium Stadium, Cardiff Público: 73,000 Árbitro: Jonathan Kaplan (South Africa) |
| Try: Halfpenny 44' m Pen: S. Jones (5/5) 4', 16', 43', 54', 72' Halfpenny 22' (1/2) | Report  | Tries: Sackey 24' m D. Armitage 57' c Con: Flood (1/1) Drop: Goode (1/1) 30' | Millennium Stadium, Cardiff Público: 73,000 Árbitro: Jonathan Kaplan (South Africa) |

| 15 de fevereiro 14:30 GMT      |        | |                                                                      |
| Itália                         | 9 – 38 | Irlanda | Stadio Flaminio, Rome Público: 30,000 Árbitro: Chris White (England) |
| Pen: McLean (3/4) 5', 16', 24' | Report | Tries: Bowe 19' c Fitzgerald (2) 40' c, 76' c D. Wallace 48' c O'Driscoll 78' c Con: O'Gara (4/4) Kearney (1/1) Pen: O'Gara (1/1) 50' | Stadio Flaminio, Rome Público: 30,000 Árbitro: Chris White (England) |

### 3 Rodada
| 28 de fevereiro 20:00 GMT                                                           |         |                                                                                |                                                                              |
| França                                                                              | 21 – 16 | País de Gales                                                                  | Stade de France, Paris Público: 80,000 Árbitro: Mark Lawrence (South Africa) |
| Tries: Dusautoir 40' c Heymans 53' m Con: Parra (1/2) Pen: Parra (3/5) 6', 35', 70' | Report  | Try: Byrne 24' c Con: S. Jones (1/1) Pen: S. Jones (2/2) 3', 9' Hook (1/1) 73' | Stade de France, Paris Público: 80,000 Árbitro: Mark Lawrence (South Africa) |

| 28 de fevereiro 15:00 GMT                                                                                           |        |                                               |                                                                     |
| Escócia | 26 – 6 | Itália                                        | Murrayfield, Edinburgh Público: 65,000 Árbitro: Nigel Owens (Wales) |
| Tries: Danielli 35' c Gray 64' c Con: Godman (1/1) Paterson (1/1) Pen: Paterson (3/3) 5', 13', 68' Godman (1/2) 31' | Report | Pen: McLean (1/1) 55' Drop: Parisse (1/1) 22' | Murrayfield, Edinburgh Público: 65,000 Árbitro: Nigel Owens (Wales) |

| 28 de fevereiro 17:30 GMT                                                   |         |                                                                                   |                                                                          |
| Irlanda                                                                     | 14 – 13 | Inglaterra                                                                        | Croke Park, Dublin Público: 82,000 Árbitro: Craig Joubert (South Africa) |
| Try: O'Driscoll 57' m Pen: O'Gara (2/5) 27', 71' Drop: O'Driscoll (1/2) 46' | Report  | Try: D. Armitage 78' c Con Goode (1/1) Pen: Flood (1/1) 38' D. Armitage (1/1) 64' | Croke Park, Dublin Público: 82,000 Árbitro: Craig Joubert (South Africa) |

### 4 Rodada
| 14 de março 15:00 GMT                     |         |                                                                                 |                                                     |
| Itália                                    | 15 – 20 | País de Gales                                                                   | Stadio Flaminio, Rome Árbitro: Alan Lewis (Ireland) |
| Pen: Marcato (5/5) 5', 31', 34', 57', 70' | Report  | Tries: S. Williams 25' c Shanklin 71' c Con Hook (2/2) Pen: Hook (2/3) 59', 63' | Stadio Flaminio, Rome Árbitro: Alan Lewis (Ireland) |

| 14 de março 17:00 GMT                      |         |                                                                                                  |                                                                |
| Escócia                                    | 15 – 22 | Irlanda                                                                                          | Murrayfield, Edinburgh Árbitro: Jonathan Kaplan (South Africa) |
| Pen: Paterson (5/5) 5', 13', 21', 31', 60' | Report  | Try: Heaslip 51' c Con: O'Gara (1/1) Pen: O'Gara (4/5) 11', 27', 33', 70' Drop: O'Gara (1/1) 57' | Murrayfield, Edinburgh Árbitro: Jonathan Kaplan (South Africa) |

| 15 de março 15:00 GMT                                                                                           |         |                                       |                                                          |
| Inglaterra | 34 – 10 | França                                | Twickenham, London Árbitro: Stuart Dickinson (Australia) |
| Tries: Cueto 1' c Flutey (2) 22' c, 41' m D. Armitage 37' c Worsley 39' m Con: Flood (3/3) Pen: Flood (1/1) 18' | Report  | Tries: Szarzewski 56' m Malzieu 64' m | Twickenham, London Árbitro: Stuart Dickinson (Australia) |

### 5 Rodada
| 21 de março 13:15 GMT                     |        | |                                                                        |
| Itália                                    | 8 – 50 | França | Stadio Flaminio, Rome Público: 27,650 Árbitro: Alain Rolland (Ireland) |
| Try: Parisse 57' m Pen: Marcato (1/2) 23' | Report | Tries: Chabal 25' c Trinh-Duc 29' m Médard (2) 31' c, 70' m Heymans 42' c Domingo 55' m Malzieu 76' m Con: Parra (3/4) Pen: Parra (3/3) 7', 15', 48' | Stadio Flaminio, Rome Público: 27,650 Árbitro: Alain Rolland (Ireland) |

| 21 de março 15:30 GMT                                                                                |         |                                                   |                                                                          |
| Inglaterra                                                                                           | 26 – 12 | Escócia                                           | Twickenham, London Público: 80,688 Árbitro: Marius Jonker (South Africa) |
| Tries: Monye 22' m Flutey 28' c Tait 77' m Con: Flood (1/2) Pen: Flood (2/2) 40', 41' Drop: Care 72' | report  | Pen: Paterson (3/3) 9', 44', 66' Godman (1/2) 51' | Twickenham, London Público: 80,688 Árbitro: Marius Jonker (South Africa) |

| 21 de março 17:30 GMT                                           |         |                                                                             |                                                                             |
| País de Gales                                                   | 15 – 17 | Irlanda                                                                     | Millennium Stadium, Cardiff Público: 74,625 Árbitro: Wayne Barnes (England) |
| Pen: S. Jones (4/5) 33', 39', 51', 56' Drop: S. Jones (1/1) 76' | report  | Tries: O'Driscoll 44' c Bowe 46' c Con: O'Gara (2/2) Drop: O'Gara (1/1) 78' | Millennium Stadium, Cardiff Público: 74,625 Árbitro: Wayne Barnes (England) |